# Václav Kočka starší
Václav Kočka (* 8. května 1941) je český podnikatel.
Od druhé poloviny šedesátých let 20. století je organizátorem Matějské pouti v Praze. Vyjednával zájezdy poutí, cirkusů, lunaparků i zpěváckých celebrit (například Karla Gotta a Heleny Vondráčkové) zejména do zemí východního bloku. Je asistentem ředitele společnosti Incheba Praha, která má od pražského magistrátu pronajatý areál Výstaviště v Praze 7 – Bubenči. Do jeho působnosti patří gastronomie, sportovní aktivity, kultura, stánkový prodej a občerstvení. Je dlouholetým členem České strany sociálně demokratické a místopředsedou její oblastní organizace. Je viceprezidentem klubu přátel Mezinárodní policejní asociace a má četné kontakty v politické i policejní sféře.
Pochází z Plzně, jeho otec byl loutkohercem. Václav Kočka absolvoval dřevařskou střední školu, poté byl bagristou v jáchymovských dolech.

## Rodina
Jeho manželka Olga pochází z provazochodecké rodiny a je ekonomkou ve společnosti Incheba Praha.
Jeho starší syn Jan a mladší syn Václav byli podnikatelsky činní. Matějskou pouť provozoval syn Václav prostřednictvím firmy KOČKA s. r. o., zapsané 31. května 1993, jejímž byl jediným společníkem i jednatelem. Oba synové byli čtvrtinovými vlastníky společnosti Mirage, organizačně zajišťující prodejní akce a pronájem stánků, jejíž polovinu vlastnil Andrej Korpljakov, který byl podle policejního vyšetřovatele Zdeňka Macháčka významným členem ruské mafie, jehož sledovala i česká Bezpečnostní informační služba.
MF Dnes uvedla, že podle sdělení nejmenovaného důstojníka BIS byli dva důstojníci BIS, kteří na případu pracovali, (Pavel B. a Marian V.) roku 1998 z případu staženi po zásahu Miroslava Šloufa, hlavního poradce tehdejšího premiéra Miloše Zemana a dřívějšího předsedy Obvodního národního výboru Prahy 7. Synové Jan a Václav podle MF Dnes spolupracovali v kampani ČSSD prostřednictvím agentury 1. česká produkční.
Synovcem Václava Kočky z druhého kolene je Antonín Šimek, bývalý honorární konzul státu Belize a majitel sítě kasin. Prostřednictvím společnosti Happy Day ovládá kasina v Praze, Plzni, Náchodě a Jablonci.

## Podezření z vraždy podnikatele Mrázka (2006)
V českých sdělovacích prostředcích je Václav Kočka (někde senior, jinde junior) zmiňován v souvislosti s tajnou zprávou policejního Útvaru pro odhalování organizovaného zločinu (ÚOOZ), kterou 29. května 2006 projednával branný výbor poslanecké sněmovny. Nejmenovaný důvěryhodný zdroj údajně dal České tiskové kanceláři do zprávy nahlédnout. Podle jedné z vyšetřovacích verzí měla být údajně „osoba Kočka“ zapletena mimo jiné do vraždy podnikatele Františka Mrázka v lednu 2006. Na tuto stopu policii přivedly materiály nalezené při domovní prohlídce u Tomáše Pitra. ČTK ve své zprávě citované mnoha médii „osobu Kočka“ ztotožnila s Václavem Kočkou seniorem. Ředitel ÚOOZ plk. Jan Kubice 29. května 2006 veřejně vystoupil s prohlášením, že policejní prezidium, ministerstvo vnitra a předseda vlády Jiří Paroubek prý omezují činnost Útvaru pro odhalování organizovaného zločinu (ÚOOZ) a ovlivňují vyšetřování. Jiří Paroubek ředitele ÚOOZ Jana Kubiceho označil za lháře a celou aféru za předvolební tah Občanské demokratické strany. Štěpán Kotrba v Britských listech (1. června 2006) upozornil na možné kontakty mezi Markem Dalíkem, lobbistou spojeným s ODS, a Janem Kubicem. Státní zastupitelství zahájilo vyšetřování ohledně úniku údajů z ÚOOZ. Aféra významným způsobem ovlivnila předvolební boj v červnu 2006.[zdroj?]